# Viermele biruitor
„Viermele biruitor” (în engleză The Conqueror Worm) este un poem al scriitorului american Edgar Allan Poe despre mortalitatea umană și inevitabilitatea morții. El a fost publicat pentru prima dată separat în Graham's Magazine în 1843, dar la scurtă vreme a devenit asociat cu povestirea „Ligeia” a lui Poe după ce scriitorul a adăugat poemul într-o ediție revizuită a povestirii din 1845. În povestirea revizuită, poemul apare ca fiind compus de eponima Ligeia și predat naratorului în timpul chinurilor de dinainte de moartea acesteia.

## Rezumat
Un cor de îngeri plângând privește o piesă de teatru jucată de „mimi, cu chipul celui Prea-Înalt” și controlată de mari forme care se conturează în spatele scenei. Mimii vânează o „fantomă”, pe care nu o pot captura, alergând în jurul ei în cerc. În cele din urmă, un monstruos „trup târâș” apare și-i mănâncă pe mimi. Cortina finală cade jos, „un giulgiu mortuar”, semnalând sfârșitul „tragediei «Om»” al cărei erou este doar „Viermele biruitor”.

## Interpretare
Mama și tatăl lui Poe au fost ambii actori, iar poemul folosește metafore din teatru pe parcursul prezentării vieții umane la un nivel universal.
Poemul pare să sugereze că viața umană este o nebunie nebună care se termină într-o moarte hidoasă, universul este controlat de forțe întunecate pe care omul nu le poate înțelege, iar singurele forțe supranaturale care l-ar putea ajuta sunt spectatorii neputincioși, care pot doar să prezinte tragedia de pe scena vieții.
Deși Poe se referea la o legătură veche între viermi și moarte, se poate ca el să se fi inspirat de „The Proud Ladye”, un poem al lui Spencer Wallis Cone, care a fost retipărit într-un număr din 1840 al revistei Burton's Gentleman's Magazine. Acel poem conținea versurile: „Let him meet the conqueror worm / With his good sword by his side”.
„Viermele biruitor” folosește, de asemenea, cuvântul „întotdeauna”, care va evolua mai târziu în „niciodată” în faimosul poem al lui Poe, „Corbul” (1845).

## Rolul din „Ligeia”
Poemul joacă un important rol simbolic prin includerea sa în povestirea „Ligeia”. Poemul este scris de Ligeia atunci când aceasta era pe moarte, deși el este de fapt recitat de narator, soțul ei.
Deoarece pune accentul pe finalitatea morții, el pune la îndoială învierea Ligeii în povestire. De asemenea, includerea poemului amar ar fi fost menită să fie o ironie sau o parodie a convenției de la timpul scrierii sale atât în literatură, cât și în viața reală. La mijlocul secolului al XIX-lea era ceva obișnuit să se sublinieze sacralitatea morții și frumusețea de a muri (vezi personajul Micul Johnny din Our Mutual Friend de Charles Dickens și moartea lui Helen Burns în Jane Eyre de Charlotte Brontë). În schimb, Ligeia vorbește despre teamă personificată în „ceva roș-sânge”.

## Istoricul publicării
„Viermele biruitor” a fost publicat pentru prima dată ca un poem de sine stătător în numărul din ianuarie 1843 al revistei Graham's Magazine. La scurt timp după aceasta, el a fost inclus printre mai multe alte poezii ale lui Poe în numărul din 25 februarie 1843 al Saturday Museum într-o colecție intitulată „The Poets & Poetry of Philadelphia: Edgar Allan Poe”. El a fost inclus mai târziu în colecția de poezii The Raven and Other Poems (1845) a lui Poe. În același an, el a fost inclus pentru prima dată în „Ligeia” atunci când povestirea a fost republicată în numărul din 15 februarie 1845 al New York World. „Ligeia” a fost republicată din nou cu „Viermele biruitor” în numărul din 27 septembrie 1845 al revistei The Broadway Journal, al cărei editor era Poe. Acest lucru nu era ceva neobișnuit pentru Poe, care a inclus și poeziile „The Coliseum” și „To One in Paradise” în povestiri.
Manuscrisul original al poemului „Viermele biruitor” a fost deținut, începând din anii 1920, de o familie din Rhode Island. El a fost o lungă perioadă considerat pierdut, dar a apărut și a fost vândut unui colecționar pentru suma de 300.000 de dolari la o licitație organizată la 27 iulie 2013 în orașul Marion din statul american Massachusetts.
Prima traducere în limba română a fost realizată de Dan Botta și publicată în 1963 în volumele Scrieri alese, editate de Editura pentru Literatură Universală din București, în colecția „Clasicii literaturii universale”.

## Adaptări
În 1935, compozitorul Franz Bornschein (născut în Baltimore) a scris un cor în trei părți pentru femei, cu orchestră sau acompaniament de pian, inspirat din „Viermele biruitor”. Poemul a fost, de asemenea, rescris și adaptat ca prima piesă de pe albumul lui Lou Reed din 2003 cu melodii inspirate și adaptate după opera poetică a lui Poe, The Raven. El a fost, de asemenea, adaptat ca piesă muzicală în interpretarea darkwave a lui Sopor Aeternus & the Ensemble of Shadows de pe albumul Flowers in Formaldehyde din 2004. Volumul 5 al miniseriei de cărții de benzi desenate Hellboy a lui Mike Mignola intitulat Hellboy: Conqueror Worm a fost inspirat de acest poem.
Filmul britanic de groază Witchfinder General a fost reintitulat The Conqueror Worm pentru lansarea din SUA, dar nu a fost bazat de fapt pe poemul lui Poe.
Dark Horse Comics a publicat Edgar Allan Poe Conqueror Worm, o bandă desenată realizată de Richard Corben în noiembrie 2012.
Videoclipul piesei „Curtain” al trupei australiene de extreme metal Portal conține o adaptare a poeziei folosind marionete.
Albumul Dies Irae al formației Devil Doll este vag inspirat de „Viermele biruitor”. Textul poemului este parafrazat în mare măsură, iar întreaga strofă finală a poeziei este reprodusă aproape cuvânt cu cuvânt.
Muzicianul Voltaire a scris o adaptare muzicală a poemului „Viermele biruitor”, urmând textul poemului cuvânt cu cuvânt. Ea a fost lansată la începutul anului 2014 pe albumul Raised by Bats.

## Legături exterme
- Lucrări referitoare la The Conqueror Worm aflate la Wikisursă
- Reading by Classic Poetry Aloud (MP3)
- The Conqueror Worm: A Study Guide
- Project Gutenberg Etext containing The Conqueror Worm Arhivat în 11 iunie 2004, la Archive.is
- Hellboy: The Conqueror Worm la Comic Book DB